# Нянчино
Нянчино (укр. Нянчине) — село, относится к Белокуракинскому району Луганской области Украины.
Население по переписи 2001 года составляло 198 человек. Почтовый индекс — 92212. Телефонный код — 6462. Занимает площадь 0,78 км². Код КОАТУУ — 4420988209.

## Местный совет
92212, Луганська обл., Білокуракинський р-н, с. Червоноармійське  (укр.)